# Kaukasischer Maulwurf
Der Kaukasische Maulwurf (Talpa caucasica) ist eine Säugetierart aus der Familie der Maulwürfe (Talpidae) innerhalb der Ordnung der Insektenfresser (Eulipotyphla). Er kommt im südlichen Russland sowie in Teilen des nördlichen Georgiens vor und bewohnt dort feuchte Landschaften mit Waldbestand. Teilweise dringt er auch bis in trockenere Hochlagen vor. Es handelt sich um einen größeren Vertreter der Eurasischen Maulwürfe, der in etwa die Ausmaße des Europäischen Maulwurfs erreicht und diesem auch äußerlich ähnelt. Seine Augen sind aber abweichend vom Europäischen Maulwurf mit Haut bedeckt, die Fellfarbe variiert von schwarz bis schwarzbraun. Die Tiere graben Gänge und Tunnel, in denen sich Nestkammern befinden. Die Nahrung besteht aus Wirbellosen mit einem hohen Anteil an Regenwürmern. Die Fortpflanzung findet im Frühjahr statt. Weibchen bringen einmal jährlich einen Wurf bestehend aus eins bis fünf Jungen zur Welt. Die Art wurde im Jahr 1908 erstmals beschrieben. Ihr Vorkommen galt ursprünglich als umfassender, mit einem Verbreitungsgebiet, das bis in den Nordosten der Türkei reichte. Genetischen Untersuchungen zufolge stellt jedoch die südliche Population mit dem Ognev-Maulwurf eine eigenständige Linie dar. Der Bestand des Kaukasischen Maulwurfs wird als nicht bedroht eingestuft.

## Merkmale

### Habitus
Der Kaukasische Maulwurf erreicht etwa die Größe des Europäischen Maulwurfs (Talpa europaea). Seine Kopf-Rumpf-Länge variiert von 9,9 bis 14,2 cm, die Schwanzlänge von 2,2 bis 4,2 cm und das Gewicht von 38 bis 102 g. Männliche Tiere sind zwischen 15 und 23 % schwerer als weibliche. Generell bestehen starke Größenschwankungen je nach geographischer Verbreitung. Tiere in Bereichen unter 1000 m Höhenlage sowie im Norden und Nordosten des Kaukasus wiegen nach Untersuchung von zwei Population durchschnittlich 63,8 beziehungsweise 67,5 g. Dagegen bringen Individuen aus höheren Lagen im zentralen Kaukasus im Mittel 79 g auf die Waage. Äußerlich ähnelt der Kaukasische Maulwurf dem Europäischen Maulwurf. Wie bei letzterem ist auch bei ersterem der Körper zylindrisch geformt sowie robust gebaut, der Kopf sitzt auf einem kurzen Hals und die Vorderfüße sind schaufelartig gestaltet sowie nach außen gedreht. Allerdings sind beim Kaukasischen Maulwurf abweichend von seiner europäischen Schwesterform die Augen mit einer durchlässigen Hautschicht bedeckt. Das Fell erscheint schwarz, schwarzgrau oder schwarzbraun. Nur äußerst selten treten grau oder havannabraun gefärbte Tiere auf. Gelegentlich zeichnen sich gelbbraune, gelbe oder weiße Farbflecken an der Schnauze, an der Kehle und auf der Brust ab. Die Hinterfußlänge beträgt 1,6 bis 2,1 cm.

### Schädel- und Gebissmerkmale
Der Schädel ist langgestreckt und vor allem am Rostrum schmal. Seine Länge reicht von 30,0 bis 36,0 mm, die Breite an den Jochbögen von 10,9 bis 13,2 mm und am Hirnschädel von 14,8 bis 16,0 mm. Das Gebiss umfasst 44 Zähne und weist folgende Zahnformel auf: {\displaystyle {\frac {3.1.4.3}{3.1.4.3}}}. Die Molaren sind robust. Am oberen ersten Mahlzahn ist das Mesostyl, ein kleiner Höcker zwischen den beiden lippenseitigen Haupthöckern (Paraconus und Metaconus), zweispitzig, der Europäische Maulwurf verfügt hier nur über eine Spitze.

### Genetische Merkmale
Der diploide Chromosomensatz lautet 2n = 38. Er setzt sich aus 12 metazentrischen, 1 submetazentrischen, und 5 telozentrischen Paaren zusammen. Das X-Chromosom ist submetazentrisch, das Y-Chromosom metazentrisch bis fleckenhaft.

## Verbreitung und Lebensraum

Verbreitungsgebiet des Kaukasischen Maulwurfs

Das Verbreitungsgebiet des Kaukasischen Maulwurfs liegt im südlichen Teil Osteuropas und umfasst den südwestlichen Abschnitt Kaukasiens. Es liegt somit im südlichen Teil Russland und einigen Gebieten des nördlichen Georgiens. Im Westen wird es durch das Asowsche Meer und im Norden durch den Fluss Jeja in der russischen Region Krasnodar begrenzt. Nach Süden reicht es bis in den Kaukasus etwa auf der Linie von Sochumi in Abchasien bis Naltschik in Kabardino-Balkarien. Hier grenzt es an das Vorkommen des Ognev-Maulwurfs (Talpa ognevi). Außerdem überschneidet sich der Lebensraum des Kaukasischen Maulwurfs mit dem des Transkaukasien-Maulwurfs (Talpa transcaucasica). Bei einem gemeinsamen Auftreten ist ersterer zumeist häufiger. Ein Individuum aus der am Kaspischen Meer gelegenen iranischen Provinz Gilan wurde ursprünglich dem Kaukasischen Maulwurf zugewiesen, es ist jedoch vermutlich identisch mit dem Talysch-Maulwurf (Talpa talyschensis). Der Kaukasische Maulwurf bewohnt feuchte Senken, Flusstäler und Flecken mit Buchenbestand, welche auch seine bevorzugten Habitate bilden. In höheren Gebirgslagen ist er zudem in Nadelwäldern und auf Wiesen anzutreffen. Sommerliche Trockenphasen schränken hier seinen Lebensraum stärker ein. Die obere Verbreitungsgrenze befindet sich bei einer Höhenlage von etwa 2800 m.

## Lebensweise

### Territorialverhalten
Der Kaukasische Maulwurf ist tagsüber und nachts aktiv mit mehreren Phasen über den Tag verteilt. Nach Untersuchungen im westlichen Kaukasus, die im Dezember stattfanden, zeigen die Tiere von 05.00 bis 08.00 Uhr, von 11.00 bis 17.00 Uhr und von 20.00 bis 02.00 Uhr größere Aktivitäten. Sie graben wie alle Eurasischen Maulwürfe unterirdische Tunnel und Gänge, die teils verzweigt sind und deren Eingänge durch typische Auswurfhügel (Maulwurfshügel) markiert werden. Ein Individuum kann dabei innerhalb von vierzehn Tagen ein Gangsystem von rund 42 m Länge in 10 bis 20 cm Tiefe anlegen, das entspricht rund 3 m täglich. Dabei häuft es insgesamt 87 Hügel mit einem Gesamtvolumen von über 197.300 cm³ an. Durchschnittlich fasst ein Maulwurfshügel 2268 cm³, der größte im Untersuchungszeitraum registrierte bestand aus 20.725 cm³ Erdmaterial. In Laubwäldern verteilen sich bis zu 100 Hügel auf einem Hektar Fläche. Ihre Anzahl geht auf rund 30 Hügel auf subalpinen Wiesen beziehungsweise auf 20 Hügel auf einer vergleichbar großen Fläche in dunklen Nadelwäldern oder in Waldsteppenlandschaften zurück. Dauerhafte Gänge verlaufen in durchschnittlich 20 bis 25 cm Tiefe, können aber bis zu 1 m unter die Erdoberfläche reichen. Oberflächennahe Tunnel sind in Wäldern mit rund 5 cm Tiefe flacher angelegt als in Waldsteppen und auf Wiesen, wo sie 8 bis 20 cm tief liegen. In Bereichen mit dichter Laubschicht  bestehen sie teils oberirdisch. Die Tunnel enthalten einzelne Kammern in zumeist 10 bis 40 cm Tiefe. In geschützten Arealen wie etwa unter großen Baumstämmen befinden sie sich mitunter nur 10 bis 15 cm unter der Oberfläche. Die Kammern sind zwischen 12 und 16 cm lang, 10 bis 15 cm breit und 8 bis 10 cm hoch. In ihnen befinden sich Nester aus Pflanzenmaterial wie trockenem Laub oder verrottetem Holz. Über jährliche Wanderungsbewegungen der Tiere, ihre Sozialstruktur und Ausdehnung von Territorien liegen keine Informationen vor.

### Ernährung
Die Hauptnahrung des Kaukasischen Maulwurfs besteht wie bei anderen Eurasischen Maulwürfen auch aus Wirbellosen. Hauptbeute bilden Regenwürmer, die sich in rund 91 % aller untersuchten Mageninhalte beobachten ließen. Gut 75 % der Mageninhalte wiesen zudem Insekten und andere Gliederfüßer auf, insgesamt stellen sie aber nur rund 10 % der verzehrten Biomasse. Sehr selten werden Pflanzen gefressen. Der Mageninhalt bei männlichen Tieren wiegt rund 2,5 g, bei weiblichen etwa 2,3 g. Die täglich vertilgte Nahrungsmenge beläuft sich auf 30 bis 40 g.

### Fortpflanzung
Die Fortpflanzungsphase beginnt im Februar, seltener schon im Januar, und dauert bis Mai, mit Ausnahmen auch bis Juni an. Der Höhepunkt ist allerdings im Verlauf des März erreicht. Die Tragzeit beträgt rund 35 bis 40 Tage. Weibchen gebären in der Regel nur einmal im Jahr, ein Wurf umfasst bis zu fünf Junge. Die Jungtiere sind relativ resistent gegen Hunger und können bis zu drei Tage ohne Nahrung auskommen. Die individuelle Wachstumsrate verläuft sehr schnell. Nach rund 30 bis 40 Tagen sind die Jungen bereits zwischen 10 und 11 cm lang und wiegen etwa 20 bis 30 g. Zu diesem Zeitpunkt beginnen sie, selbständig die Gänge und Tunnel des Muttertiers zu erkunden.

### Parasiten
Innere Parasiten sind unter anderem mit Fadenwürmern der Gattung Soboliphyme dokumentiert.

## Systematik
Der Kaukasische Maulwurf ist eine Art aus der Gattung der Eurasischen Maulwürfe (Talpa), die weitere rund 15 Mitglieder einschließt, darunter auch den Europäischen Maulwurf (Talpa europaea) als das bekannteste. Die Eurasischen Maulwürfe gehören wiederum zur Tribus der Eigentlichen Maulwürfe (Talpini) innerhalb der Familie der Maulwürfe (Talpidae). Die Tribus vereint die zumeist grabenden Vertreter der Maulwürfe, während andere Angehörige der Familie dem gegenüber nur teilweise unterirdisch leben, sich oberirdisch fortbewegen oder eine semi-aquatische Lebensweise verfolgen.

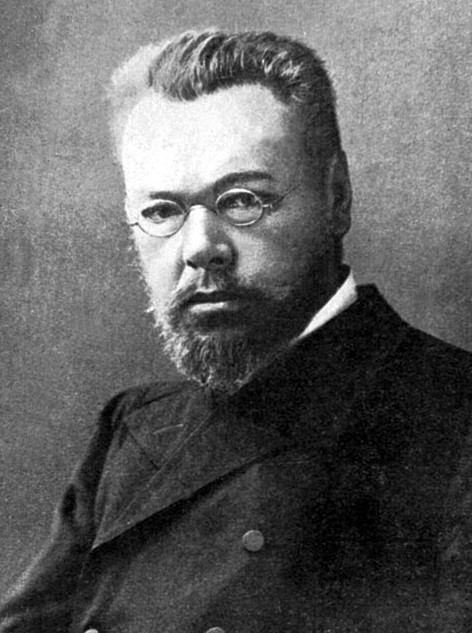
Konstantin Alexejewitsch Satunin

Die wissenschaftliche Erstbeschreibung des Kaukasischen Maulwurfs stammt von Konstantin Alexejewitsch Satunin aus dem Jahr 1908. Satunin untersuchte mehrere Exemplare, darunter auch solche aus der Umgebung von Stawropol in der gleichnamigen Region Russlands. Dies wird als das Typusgebiet der Art angesehen. In seiner Arbeit führte Satunin den Kaukasischen Maulwurf als Unterart des Blindmaulwurfs und benannte ihn folglich mit Talpa caeca caucasica (original als Talpa coeca caucasica geschrieben). Die Nennung als eigenständige Art basiert auf Sergei Iwanowitsch Ognjow aus dem Jahr 1926. In den 1980er Jahren unterschieden sowjetische Wissenschaftler insgesamt drei Unterarten. Neben der Nominatform T. c. caucasica wiesen sie große Individuen aus dem Süd-Kaukasus-Gebiet als T. c. ognevi aus. Dieser Vertreter war im Jahr 1944 von Sergei Uljanowitsch Stroganow wissenschaftlich eingeführt worden, sein Verbreitungsgebiet reicht bis in den Nordosten der Türkei. Eine weitere Form besiedelt mit T. c. orientalis das Küstengebiet des Asowschen und des Schwarzen Meeres zwischen Sochumi und Novorossijsk. Sie geht wiederum auf Ognjow 1926 zurück. Einzelne Autoren wie beispielsweise Georg H. W. Stein in den 1960er Jahren sahen den Kaukasischen Maulwurf auch als Unterart des Europäischen Maulwurfs an.
In den 2000er und 2010er Jahren brachten molekulargenetische Untersuchungen neue Einblicke in die Verwandtschaftsverhältnisse der Maulwürfe. Nach diesen formt der Kaukasische Maulwurf eine engere Verwandtschaftsgruppe mit dem Talysch-Maulwurf (Talpa talyschensis) und dem Pater-David-Maulwurf (Talpa davidiana). Wie bei letzterem und in Übereinstimmung mit anderen Maulwürfen der Kaukasus-Region und Südeuropas zeigt das Kreuzbein beim Kaukasischen Maulwurf einen caecoidalen Aufbau (die Öffnung des Foramens am vierten Kreuzbeinwirbel ist nach hinten gerichtet). Dadurch unterscheiden sich diese Formen von einigen west- und mitteleuropäischen Vertretern, die einen europaeoidalen Aufbau (die Öffnung des Foramens am vierten Kreuzbeinwirbel ist durch eine Knochenbrücke überdeckt)  aufweisen. Alle drei genannten Arten können als eine östliche Gruppe der Europäischen Maulwürfe aufgefasst werden, die einer westlichen Gruppe mit dem Europäischen Maulwurf und weiteren Vertretern mit europäischem und westasiatischem Verbreitungsgebiet gegenübersteht. Die Aufspaltung dieser beiden Gruppen zuzüglich des sehr basal stehenden Sibirischen Maulwurfs (Talpa altaica) begann im Übergang vom Miozän zum Pliozän vor rund 6 bis 5 Millionen Jahren. Zusätzlich zeigte sich, dass T. c. ognevi als südliche Population des Kaukasischen Maulwurfs bereits im ausgehenden Pliozän vor 2,5 bis 3 Millionen Jahren eine eigenständige Linie ausgeformt hatte. Dies sprach für einen eigenständigen Artstatus. Unterstützend dazu wurden bereits vorher entdeckte Unterschiede im Karyotyp zwischen den beiden Formen angesehen. Die südliche Gruppe, allgemein als Ognev-Maulwurf bezeichnet, wurde daher im Jahr 2018 ausgegliedert und auf Artniveau gehoben. Innerhalb des Kaukasischen Maulwurfs ist darüber hinaus die Stellung der Unterart T. c. orientalis fraglich, da die Tiere den genetischen Daten zufolge keine eigenständige Klade bilden. Demzufolge wird der Kaukasische Maulwurf gegenwärtig als monotypisch geführt.

## Bedrohung und Schutz
Der Kaukasische Maulwurf wird von der IUCN als „nicht bedroht“ (least concern) gelistet, die Einschätzung schließt aber momentan noch den Ognev-Maulwurf mit ein. Die Naturschutzorganisation sieht die Art als weitverbreitet an und geht nicht von einem Bestandsrückgang aus. Größere Bedrohungen sind nicht bekannt. Aufgrund von Landschaftszerstörung oder -umwandlung und zusätzlich in Folge von Trockenheit können einzelne Bestände lokal aber in Mitleidenschaft gezogen werden. Regional steht der Kaukasische Maulwurf auf der Roten Liste von Kabardino-Balkarien und Kalmückien. In der Region Krasnodar wurde er stark bejagt. Allein zwischen 1937 und 1941 gelangten jährlich rund 1,8 Millionen Felle in den Handel. Bis in die 1950er Jahre verringerte sich dies auf jährlich rund 35.000 Felle. Heute ist der Handel mit Maulwurfsfellen weitgehend zusammengeschrumpft. Die Art kommt in mehreren Naturschutzgebieten vor.